# Мустафин, Марат Фяридьевич
Мара́т Фяри́дьевич Муста́фин (25 мая 1971, Саранск, Мордовская АССР, РСФСР, СССР) — советский и российский футболист. Тренер.

## Карьера
Воспитанник саранского футбола — ДЮСШ «Светотехника», первый тренер — Н. С. Зайкин. Карьера футболиста и тренера связана главным образом с клубом «Мордовия», за который выступал в конце 1980-х годах во второй лиге чемпионата СССР. В 1990-х выступал за местные клубы в любительском чемпионате Мордовии. Завершил карьеру игрока в 2000 году.
В 2000—2001 годах судил матчи второго дивизиона (зона «Поволжье») и КФК. Провёл 14 игр в первенстве как лайнсмен и 1 кубковую встречу как главный судья.
С 2000 по 2005 год работал тренером в ДЮСШ «Светотехника» / «Мордовия». С конца 2000-х годов входил в структуру клуба «Мордовия», был главным тренером фарм-клуба и молодёжного состава, также входил в тренерский штаб основной команды. В августе 2013 года был исполняющим обязанности главного тренера «Мордовии», после отставки Сергея Подпалого и до назначения Юрия Максимова.
В апреле 2016 года был назначен и. о. главного тренера после ухода Андрея Гордеева. На тот момент команда находилась на предпоследнем месте в турнирной таблице, а у клуба образовалась задолженность по зарплате перед игроками. Под руководством Мустафина «Мордовия» провела в Премьер-лиге остававшиеся 8 матчей, в которых набрала 8 очков (2 победы, 2 ничьи и 4 поражения). Команда заняла последнее 16-е место и покинула Премьер-лигу.
В июне 2016 года «Мордовию» возглавил Дмитрий Черышев, позже стало известно что Мустафин продолжит работу в клубе в тренерском штабе основной команды в качестве тренера.
16 июня 2017 назначен главным тренером клуба «Мордовия». По итогам сезона-2017/18 вывел команду в ФНЛ, после чего продлил контракт с клубом ещё на один год. В октябре 2019 года покинул пост главного тренера «Мордовии» по состоянию здоровья. Остался в клубе, занял должность спортивного директора.